# Sörtulingesjön
Sörtulingesjön är en sjö i Skinnskattebergs kommun i Västmanland och ingår i Norrströms huvudavrinningsområde. Sjön har en area på 0,177 kvadratkilometer och ligger 76,1 meter över havet. Sjön avvattnas av vattendraget Hedströmmen.

## Delavrinningsområde
Sörtulingesjön ingår i det delavrinningsområde (662266-149326) som SMHI kallar för Utloppet av Tomasbosjön. Medelhöjden är 111 meter över havet och ytan är 69,39 kvadratkilometer. Räknas de 37 avrinningsområdena uppströms in blir den ackumulerade arean 560,15 kvadratkilometer. Hedströmmen som avvattnar avrinningsområdet har biflödesordning 3, vilket innebär att vattnet flödar genom totalt 3 vattendrag innan det når havet efter 182 kilometer. Avrinningsområdet består mestadels av skog (74 procent). Avrinningsområdet har 0,83 kvadratkilometer vattenytor vilket ger det en sjöprocent på 1,2 procent.